# Gjógv
Gjógv [ʤɛgv] és una petita localitat situada a la costa nord de l'illa de Eysturoy, a les illes Fèroe. Forma part del municipi de Sunda. L'1 de gener del 2021 tenia 24 habitants.
Gjógv significa "barranc" en feroès. Deu el seu nom a una barrancada de 200 metres de llargada que hi ha al nord del poble i que li serveix de port natural. Les barques entren des de mar obert per l'estret congost i al fons són arrossegades a través d'una rampa a fora de l'aigua.

## Geografia
La localitat està situada a la costa nord de l'illa d'Eysturoy, enfront de l'entrada nord de l'estret de Djúpini. El riu Stórá creua pel mig el poble. Al sud-oest hi ha les dues muntanyes més altes de les Illes Fèroe: el Slættaratindur (882 m) i el Gráfelli (856 m).

## Història
El poble surt a la documentació per primera vegada el 1584, però segurament es tracti d'un assentament molt més antic. Ha subsistit durant molt de temps de la pesca i la venda de peixos secs i salats (klippfiskur en feroès). Hi va haver un temps que fins a 13 embarcacions de pesca sortien de Gjógv per a fer la seva feina. Tanmateix durant els darrers 70 anys, la seva població ha experimentat un fort descens. El 1950 hi vivien 210 persones i el 2019 només n'hi quedaven 31.
La fàbrica que produeix elements prefabricats de formigó es va fundar al poble el 1982. Dona feina a 6 persones i és l'única d'aquest tipus a totes les illes. Altres branques de la indústria presents a la localitat són la piscifactoria, la casa d'hostes i el càmping.

## Monuments
L'església del poble data del 1929. Va ser la primera que es va consagrar al poble i la primera que va oferir els oficis en feroès. Abans d'això, els vilatans havien d'anar a Funningur per a qualsevol servei religiós. A l'altra banda del carrer que passa per davant de l'església hi ha un monument que recorda als pescadors perduts al mar. Porta els noms i les edats dels homes que des de finals del segle xix fins a mitjan segle xx van sortir a pescar i no van tornar. L'escultura del monument representa a una mare amb els seus dos fills mirant al mar. Va ser creada per l'artista Janus Kamban, que ha fet diverses estàtues commemoratives a les Illes Fèroe.

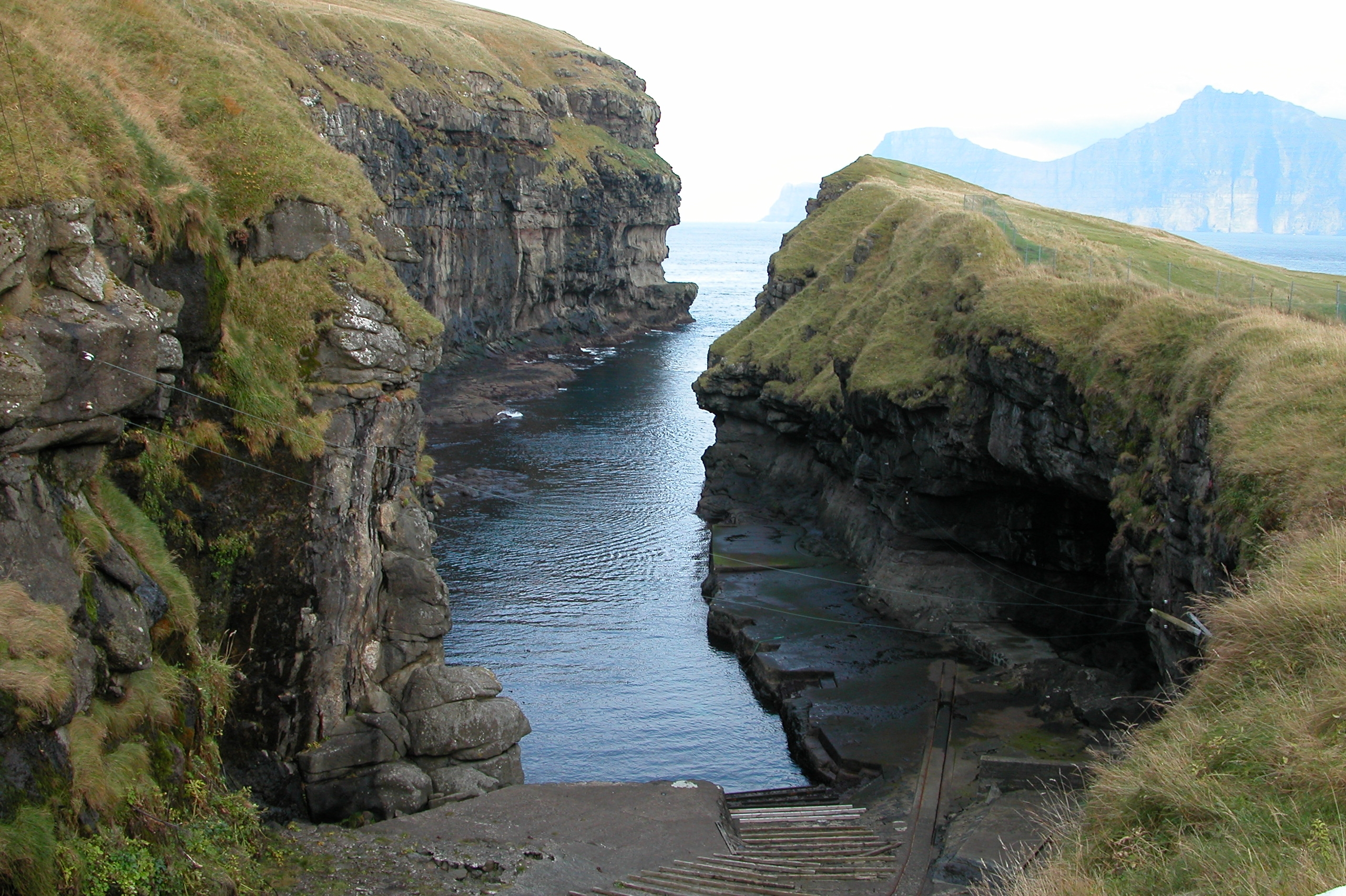
Port natural de Gjógv

L'edifici de l'escola del poble data del 1884. Es va construir de pedra i hi van arribar a estudiar fins a 50 alumnes. L'antiga sala de ball del poble va ser renovada i ampliada el 1986 i actualment acull un centre comunitari. Totes les cases del poble s'ajusten a l'estil d'edifici colorista predominant a l'arxipèlag, sent els colors predominants el vermell, el blanc i el verd.
Encara queden unes 50 cases al poble. A causa de la gran davallada demogràfica, aproximadament la meitat d'aquestes cases estan buides. La botiga de queviures més propera es troba a Eiði, però Gjógv té un centre de correus en una casa privada que fa alhora d'oficina i que obre cinc dies a la setmana durant 30 minuts cada matí i cada tarda. També hi ha un heliport al poble, utilitzat principalment per a emergències mèdiques o per a operacions de rescat marítim.
El príncep hereu de la corona danesa Frederic i la princesa Maria van visitar Gjógv el 22 de juny de 2005. Dos habitants grans anomenats Rita i Christian van tenir la idea original de situar un banc amb una magnífica vista del congost i del mar. El banc fou batejat com a "banc de Maria" (proclamat així per una placa metàl·lica adjunta); d'aquesta manera la princesa es va convertir en la primera persona en asseure-s'hi.